# آنخل بیولدو
آنخل بیولدو (اسپانیایی: Ángel Villoldo‎؛ ۱۶ فوریهٔ ۱۸۶۱ – ۱۴ اکتبر ۱۹۱۹) موسیقی‌دان، آهنگساز و گیتارنواز اهل آرژانتین بود.
وی یکی از پیشگامان تانگوی آرژانتینی است.